# Henri Germain
Henri Germain (Lione, 19 febbraio 1824 – Parigi, 2 febbraio 1905) è stato un banchiere e politico francese.

## Biografia
Henri Germain nacque il 19 febbraio 1824 a Lione. Suo padre, Henri Germain, era un uomo d'affari di seta e sua madre era Claudine Lupin. Conseguì la laurea in giurisprudenza. Era un seguace di Saint-Simonianism e François Barthélemy Arlès-Dufour (1797-1872) divenne il suo mentore.
Germain fondò Crédit Lyonnais nel 1863, che divenne la prima banca in Francia a offrire conti di risparmio con interesse. I primi azionisti erano seguaci del sansimonismo come Paulin Talabot (1799-1885), Barthélemy Prosper Enfantin (1796-1864), Arlès-Dufour e Michel Chevalier (1806-1879). Due anni dopo, nel 1865, fondò la Société Foncière Lyonnaise, una società immobiliare. Nel 1892, diresse la costruzione del Boulevard Carnot, noto poi come Boulevard de la Foncière-Lyonnaise.
Germain fu membro del Consiglio Generale di Ain dal 1871 al 1883. Fu poi membro dell'Assemblea Nazionale dal 1869 al 1893.
Morì il 2 febbraio 1905, poche settimane prima di compiere 81 anni.

## Opere
- La Situation financière de la France en 1886
- L’État politique de la France en 1886